# Laura Tibitanzl
Laura Tibitanzl (ur. 13 października 1984 w Würzburgu) – niemiecka wioślarka.

## Osiągnięcia
- Mistrzostwa Europy – Ateny 2008 – dwójka podwójna wagi lekkiej – 6. miejsce[1].
- Mistrzostwa Świata – Poznań 2009 – czwórka podwójna wagi lekkiej – 1. miejsce[1].